# 表面最大加速度
表面最大加速度（ひょうめんさいだいかそくど、英語: peak ground acceleration, PGAと略される。また design basis earthquake ground motion、DBEGMとも）とは、地震での地表での加速度の最大値の測定値であり、地震工学における重要な入力パラメータである。単に最大加速度と呼ばれる事も多い。
震度と同様、ある場所においてどれだけ強く地面が揺れたかを表すものである。マグニチュードとは異なり、地震全体のエネルギーを示すものではない。
地震においては建築物やインフラストラクチャーの被害は、地震のマグニチュードよりも、地震動により強く関係する。中程度の地震では表面最大加速度が被害の最大の決定要因である。強い地震では被害は表面最大速度により強く依存する。

## 物理的説明
地震において地面は水平2方向と垂直方向に振動する。表面最大加速度はこれらの加速度である。他方表面最大速度は最大の速度、最大変位（peak displacement）は地震の前後でのずれた距離である。これらの値は地震により異なり、また一つの地震でも、場所により異なる。違いの要因には断層の長さやマグニチュード、震源の深さ、震源からの距離、地震の続いた時間の流さ、揺れの周期、地質が含まれる。震源の浅い地震では、中深度よりも強い揺れ（加速度）を生じる。これは地表に近いところでエネルギーが解放されるためである。
表面最大加速度はg（重力加速度、ジー）やm/s2、ガルを単位として表される。1ガルは0.01m/s2に、1gは981ガルに等しい。
地質は最大加速度に強く影響し、数kmの範囲内でも極端に変わり得る。特に中程度から強い地震ではそうである。表面最大加速度を左右する条件は複雑であり、同程度のマグニチュードの地震でも全く異なる結果になり得る。中程度のマグニチュードの地震がより大きなマグニチュードの地震よりも大きな表面最大加速度をもたらす事も多い。
表面加速度は3方向で計測される。垂直と、直交する水平2方向（しばしば南北と東西にとられる）である。これらの各方向ごとの最大加速度が記録され、各々の最大値がしばしば報告される。あるいは結合値を報告することもできる。水平表面最大加速度は、2成分のうちで大きい方を選ぶ、平均を取る、またはベクトル和、のいずれかで得られる。垂直成分を考慮することで、3成分の値を得る事もできる。
地震工学では、有効最大加速度（英語: effective peak acceleration, EPA）もよく使われる。

## 測定値と体感の比較
最大加速度は加速度計による測定値である。強さの尺度としては体感を用いる、つまり目撃による報告、感じた揺れの強さ、起こった損害を用いるものもある。両者には相関があるが、単純に一致する訳ではない。

## 過去の大きな地震での最大加速度
| 最大加速度 （一方向） | 最大加速度 （ベクトル和） | マグニチュード | 震源の深さ | 死者           | 地震                                                             |
| --------------------- | ------------------------- | -------------- | ---------- | -------------- | ---------------------------------------------------------------- |
| 2.7g                  | 2.99g                     | 9.0            | 30km       | 15000以上      | 2011年東北地方太平洋沖地震                                       |
| 2.2g                  |                           | 6.3            | 05km       | 181            | 2011年カンタベリー地震（2月）                                    |
| 2.13g                 |                           | 6.3            | 06km       | 1              | 2011年カンタベリー地震（6月、June 2011 Christchurch earthquake） |
|                       | 4.36g                     | 6.9/7.2        | 08km       | 12             | 2008年岩手・宮城内陸地震                                         |
| 1.7g                  |                           | 6.7            | 19km       | 57             | 1994年ノースリッジ地震                                           |
|                       | 1.47g                     | 7.2            | 66km       | 4              | 2011年宮城県沖の地震                                             |
| 1.26g                 |                           | 7.1            | 10km       | 0              | 2010年カンタベリー地震                                           |
| 1.01g                 |                           | 6.6            | 10km       | 11             | 2007年新潟県中越沖地震                                           |
| 1.01g                 |                           | 7.3            | 08km       | 2415           | 1999年台湾大震災                                                 |
| 0.8g                  |                           | 6.8            | 16km       | 6434           | 1995年阪神・淡路大震災                                           |
| 0.78g                 |                           | 8.8            | 23km       | 521            | 2010年チリ地震                                                   |
| 0.6g                  |                           | 6.0            | 10km       | 143            | 1999年ギリシャ地震（1999 Athens earthquake）                     |
| 0.51g                 |                           | 6.4            |            | 612            | 2005年イラン地震（2005 Zarand Earthquake）                       |
| 0.5g                  |                           | 7.0            | 13km       | 92000 - 316000 | 2010年ハイチ地震                                                 |
| 0.438g                |                           | 7.7            | 44km       | 27             | 1978年宮城県沖地震                                               |
| 0.367g                |                           | 5.2            | 01km       | 9              | 2011年スペイン地震（2011 Lorca Earthquake）                      |
| 0.25 - 0.3g           |                           | 9.5            | 33km       | 1655           | 1960年チリ地震                                                   |
| 0.24g                 |                           | 6.4            |            | 628            | 2004年モロッコ地震（2004 Morocco earthquake）                    |
| 0.18g                 |                           | 9.2            | 23km       | 143            | 1964年アラスカ地震                                               |